# Castel del Monte Bombino Nero
Der Castel del Monte Bombino Nero ist ein Roséwein aus der süditalienischen Provinz Barletta-Andria-Trani in der Region Apulien. Der Wein hat seit 2011 eine geschützte Herkunftsbezeichnung (Denominazione di Origine Controllata e Garantita – DOCG), deren letzte Aktualisierung am 7. März 2014 veröffentlicht wurde.

## Erzeugung
Der Wein muss zu mindestens 90 % aus der Rebsorte Bombino Nero gekeltert werden; höchstens 10 % andere rote Rebsorten, die in der Produktionszone „Murgia Centrale“ zugelassen sind, dürfen zugesetzt werden.
Das Anbaugebiet ist sehr klein. Im Jahr 2017 wurden lediglich 2.159 hl DOCG-Wein erzeugt.

## Anbaugebiet
Der Anbau ist nur gestattet in der Gemeinde Minervino Murge und in Teilen der Gemeinden von Andria, Corato, Trani, Ruvo di Puglia, Terlizzi, Bitonto, Palo del Colle, Toritto und Binetto.

## Beschreibung
- Farbe: mehr oder weniger intensiv rosa
- Geruch: charakteristisch, zart, fruchtig
- Geschmack: trocken, harmonisch
- Alkoholgehalt: mindestens 12,0 Vol.-%
- Säuregehalt: mind. 4,5 g/l
- Trockenextrakt: mind. 16,0 g/l
- Gesamtzuckergehalt: maximal 10,0 g/l[1]